# Hydrops fetalis
Als Hydrops fetalis (Synonym: Hydrops congenitus universalis) wird in der Pränataldiagnostik eine generalisierte Flüssigkeitsansammlung bezeichnet, die sich über weite Teile des Körpers eines ungeborenen Kindes ausgebreitet hat und auch in serösen Körperhöhlen (Pleura, Peritonealhöhle, Herzbeutel) sowie in den Weichteilen besteht. Im Ultraschall ist insbesondere ein ausgeprägtes Ödem sichtbar, durch das die Haut des Kindes deutlich vom Körper abgehoben wird.
Unterschieden werden der Hydrops fetalis mit und ohne Isoimmunisierung (immunologischer und nichtimmunologischer Hydrops fetalis).

## Vorkommen
Das Vorliegen eines Hydrops fetalis gilt als sonografischer Softmarker, der ein Hinweis auf eine Chromosomenbesonderheit, eine organische Fehlbildung oder eine Erkrankung beim Kind ist.
Es tritt überdurchschnittlich häufig auf bei:
- fetaler Anämie (Blutarmut des ungeborenen Kindes), häufig zurückzuführen auf eine Rhesus-Inkompatibilität oder eine Parvovirus-B19-Infektion (Ringelröteln) der werdenden Mutter, das Vollbild ist hier meist gekennzeichnet durch Aszites, Pleuraergüsse und Polyhydramnion. Es kann zu einer spontanen Fehlgeburt kommen.
- Herzfehlern, insbesondere Aortenisthmusstenose (Verengung des Übergangs zwischen Aortenbogen und Brust-Aorta)
- Fehlbildungen der Lunge
- Zwillingsschwangerschaften als Ausdruck eines fetofetalen Transfusionssyndroms
- Chylothorax
- Turner-Syndrom (Monosomie X)
- Noonan-Syndrom (Turner-like-Syndrom)
- Edwards-Syndrom (Trisomie 18)
- Multiples Pterygium-Syndrom
- Fryns-Syndrom
- seltener Down-Syndrom (Trisomie 21)
- verschiedenen Stoffwechselerkrankungen
- Denys-Drash-Syndrom
- Fehlbildungen des Urogenitaltraktes
- Mevalonat-Kinase-Defekt (sehr selten)
- Greenberg-Dysplasie (sehr selten)

## Hydrops fetalis bei Tieren
Beim Hausrind werden Kälber mit einem Hydrops fetalis als Mond-, Mops- oder Wasserkalb bezeichnet.